# Kőtiszafafélék
A kőtiszafafélék vagy podokarpuszfélék (Podocarpaceae) a fenyőalakúak rendjének egy családja.
Régebbi rendszerekben (pl. Soó Rezső, Hortobágyi Tibor) a nyitvatermők törzsének (Gymnospermatophyta), tűlevelűek osztályának (Coniferopsida) egyik családja volt. A tiszafafélékkel (Taxaceae) közelebbi rokonságuk nincs, a magot borító húsos magköpeny (arillus) itt konvergencia a tiszafafélékkel, míg az áltiszafafélékl (Cephalotaxaceae) valóban a tiszafák testvércsoportja). Leveleik a tiszafákéra emlékeztetnek. A portokok száma 2, a termőlevélen is 2 magkezdemény található. Első levélmaradványaik triász időszaki kőzetekből kerültek elő.

## Származásuk, elterjedésük
Elterjedési területük Dél-Amerika trópusi éghajlatú részeire (ide értve a Karib-tenger szigeteit is), Ausztráliára, Új-Zélandra és a Csendes-óceán déli szigeteire terjed ki (északon Japánig).

## Megjelenésük, felépítésük
Két sziklevelük van. Megjelenésük a fenyőalakúaktól (Pinales) szokatlanul változatos. Többségük cserje vagy fa — egyesek igen magasra nőnek (60 m-ig).
Többnyire lándzsás vagy tojásdad alakú leveleik szórtan állnak. Némelyeké erősen redukált a megszokott fenyőlevél típusoktól eltérő. A porzós tobozokban sok a porzó,  a porzólevélen sok pollenzsák. A toboztermők (Pinophyta) nagy többségétől eltérően a termőpikkelyen csak egy mag fejlődik. A nem fásodó magvas toboz jellegzetessége a magot sokszor teljesen befedő elhúsosodó magburok (epimatium) — ez csak két nemzetségben nincs meg.

## Életmódjuk, termőhelyük
A nyitvatermők között különlegességként egyik, Új-Kaledóniában élő fajuk (Podocarpus ustus) korhadéklakó (szaprofita). Alternatív tudományos neve (Parasitaxus ustus) arra utal, hogy egyes vélemények szerint ez a nem kellőképpen tanulmányozott faj élősködő.

## Rendszertani felosztásuk
A családba 17–19 nemzetséget sorolnak 150-nél is több fajjal.
- Acmopyle
- Afrocarpus
- Dacrycarpus
- Dacrydium
- Falcatifolium
- Halocarpus
- magköpenyciprus (Lagarostrobos) — monotipikus; egywetlen faja a tasmán magköpenyciprus (Lagarostrobos franklinii)
- Lepidothamnus
- Manoao
- Microcachrys
- Microstrobos
- Nageia
- Parasitaxus
- fodorkafenyő[2] (Phyllocladus)
- kőtiszafa (Podocarpus)
- Prumnopitys
- Retrophyllum
- Saxegothaea
- Sundacarpus